# Bischindeegiin Urantungalag
Bischindeegiin Urantungalag (mongolisch Бишиндээгийн Урантунгалаг, wiss. Transliteration Bišindėėgijn Urantungalag; * 24. Februar 1977 in Chentii-Aimag) ist eine mongolische Bogenschützin, die mit dem Recurvebogen schießt.

## Werdegang
Bischindeegiin Urantungalag begann mit dem Bogenschießen im Jahr 1992. Ihr Debüt auf internationaler Ebene gab sie im Rahmen der Weltmeisterschaften 1999, wo sie als 119. der Platzierungsrunde den K.-o.-Durchgang verpasste. Mit der mongolischen Mannschaft wurde sie 29. Bei ihren ersten Asienspielen 2006 wurde sie 7. Für die olympischen Sommerspiele in Peking verpasste sie jedoch die Qualifikation zunächst beim kontinentalen Qualifikationsturnier und später auch im globalen Qualifikationsturnier, wenn auch nur knapp. Doch Bischindeegiin konnte sich im Weltcup etablieren und gute Ergebnisse verzeichnen. So wurde sie beispielsweise 9. bei den Asienspielen 2010. Ein sehr guter Wettkampf glückte ihr auch im Qualifikationswettbewerb für Olympia 2012. Bei dem im Iran ausgetragenen Turnier gewann sie zunächst die Platzierungsrunde und stieß dann bis in das Finale vor, womit sie sich für das Turnier in London qualifizierte. Zudem konnte sie bei den dort ausgetragenen Asienmeisterschaften mit der Mannschaft die Silbermedaille gewinnen, was ihre erste internationale Medaille war.
Bei ihrer ersten Teilnahme an den Olympischen Spielen musste sie nach einem 18. Platz in der Platzierungsrunde zunächst gegen Alison Williamson antreten, die sie 7:3 bezwang. Nach einem weiteren Sieg über Jennifer Nichols stand Bischindeegiin im Achtelfinale, wo sie gegen die Südkoreanerin Lee Sung-jin verlor. Im Anschluss an den größten Erfolg ihrer Karriere ließen ihre Leistungen jedoch etwas nach, sodass sie auch die Qualifikation für die Olympischen Spiele 2016 nicht erreichte. Bei den Asienspielen 2014 wurde sie 17., bei den Weltmeisterschaften 2015 57. und bei den Asienmeisterschaften 2017 nur 33. Die ersten Chancen auf eine Qualifikation für die Olympischen Sommerspiele 2020 verpasste sie bei den Asienspielen 2018 (9.), Weltmeisterschaften 2019 (33.) und Asienmeisterschaften 2019 (17.). Nachdem das Wettkampfgeschehen wegen der COVID-19-Pandemie fast ein Jahr unterbrochen war, kam sie jedoch gut aus der Pause zurück. Die letzte Chance auf eine Teilnahme an den Spielen in Tokio nutzte sie und ergatterte als Fünfte beim finalen Qualifikationsturnier das letzte zu vergebene Ticket, das sie zu ihren zweiten Olympischen Spielen führte. In der japanischen Hauptstadt wurde sie nach der Platzierungsrunde auf Rang 58 geführt. In der ersten Runde unterlag sie dann der Japanerin Azusa Yamauchi. Im erstmals ausgetragenen Mixed-Wettbewerb verpasste sie mit Baatarchujag Otgonbold den K.-o.-Durchgang.
Im Alter von 47 Jahren versucht sich Bischindeegiin Urantungalag für ihre dritten Olympischen Spiele zu qualifizieren. Bei den Asienmeisterschaften und beim anschließenden kontinentalen Qualifikationsturnier landete sie jedoch zweimal nur auf dem 17. Platz, was noch nicht für eine Teilnahme an den Spielen in Paris reichte. Auch die mongolische Mannschaft konnte sich mit einem 9. Platz bei den Asienmeisterschaften noch nicht für Olympia qualifizieren.